# マロニルCoA
マロニルCoA (マロニルコエンゼイムエー、マロニルコエー)は、マロニル補酵素Aの略であり、マロン酸の誘導体。補酵素Aの末端のチオール基がマロン酸とチオエステル結合した化合物で、脂肪酸やポリケチドの合成における出発物質（プライマー）である。生体内ではアセチルCoAカルボキシレース (ACC) によりアセチルCoAから生合成される。
脂肪酸合成では、マロニルCoAはまずマロニルCoA: ACP転移酵素（MCAT, MT）によりアシルキャリアタンパク質（ACP）と結合してマロニルACPとして活性化され、マロニルACPが実際のプライマーとなる。マロニルACPがアセチルACPに逐次結合することで脂肪酸の炭素鎖が炭素数2ずつ増加していく。また、マロニルCoAは脂肪酸とカルニチンの結合を阻害することで、脂肪酸のβ酸化の制御に関与している。
また、ミトコンドリア脂肪酸合成（mtFASII）の第一段階において、マロニル-CoA合成酵素（ACSF3）によりマロン酸からマロニル-CoAが生成されます。

## 疾患別情報
マロニル-CoAは、代謝性疾患であるマロン酸およびメチルマロン酸尿合併症（CMAMMA）において、毒性のあるマロン酸のミトコンドリア分解に特別な役割を果たしている。ACSF3欠損によるCMAMMAでは、マロニル-CoA合成酵素が減少しており、マロン酸からマロニル-CoAを生成し、マロニル-CoA脱炭酸酵素でアセチル-CoAに変換することができます。一方、CMAMMAでは、マロニル-CoA脱炭酸酵素欠損症により、マロニル-CoAをアセチル-CoAに変換するマロニル-CoA脱炭酸酵素が減少する。
マロン酸 + CoA + ATP {\displaystyle \mathrm {\ {\xrightarrow[{ACSF3}]{Malonyl{-}CoA\ Synthetase}}} } マロニルCoA {\displaystyle \mathrm {\ {\xrightarrow[{MLYCD}]{Malonyl-CoA\ Decarboxylase}}} } アセチルCoA